# Монах из Купинова
Монах из Купинова (крај XV в.), српски средњовековни писац.

### Живот и рад
Написао је Службу светом деспоту Стефану Бранковићу као монах у манастиру Купинову у Срему, где су се после 1486. налазиле мошти Стефанове до њиховог преноса у Крушедол почетком XVI века. У служби се на песнички снажан начин описује слепи лик несрећног деспота.

### Превод на савремени српски језик
- Служба светом деспоту Стефану Бранковићу, превео Димитрије Богдановић, ред. превода Ђорђе Трифуновић и Димитрије Богдановић, у: „Србљак“ 2, Београд, СКЗ, 1970, 409–463.